# یواس‌ان‌اس کینگزپرت (تی-ای‌جی-۱۶۴)
یواس‌ان‌اس کینگزپرت (تی-ای‌جی-۱۶۴) (به انگلیسی: USNS Kingsport (T-AG-164)) یک کشتی بود که طول آن ۴۵۵ فوت ۳ اینچ (۱۳۸٫۷۶ متر) بود. این کشتی در سال ۱۹۴۴ ساخته شد.